# The Data
The Data ist ein Soloalbum von Matthew Shipp. Die am 9. Juni 2021 in der Merkin Concert Hall, New York City, entstandenen Aufnahmen erschienen am 9. Juni 2024 auf RogueArt.

## Hintergrund
Beginnend 1995 mit den Studioterminen zu seinen Alben Before the World (FMP, 1997) und Symbol Systems (No More Records, 1995), das 2018 bei hatOLOGY neu aufgelegt wurde, hat der Pianist Matthew Shipp bislang über ein Dutzend Soloaufnahmen veröffentlicht. Mitte 2021 spielte Shipp auf einem Steinway Grand Piano 17 neuere Kompositionen. Die Auftritt fällt in die Zeit des Entstehens eines weiteren Soloalbums, Codebreaker.

## Titelliste
- Matthew Shipp: The Data (Rogueart – ROG-0136)

CD 1
1. The Data #1 3:26
2. The Data #2 7:49
3. The Data #3 10:29
4. The Data #4 4:36
5. The Data #5 7:01
6. The Data #6 3:38
7. The Data #7 5:21

CD 2
1. The Data #8 3:46
2. The Data #9 4:22
3. The Data #10 3:51
4. The Data #11 7:35
5. The Data #12 4:38
6. The Data #13 1:46
7. The Data #14 5:23
8. The Data #15 6:49
9. The Data #16 3:37
10. The Data #17 4:56

Die Kompositionen stammen von Matthew Shipp.

## Rezeption

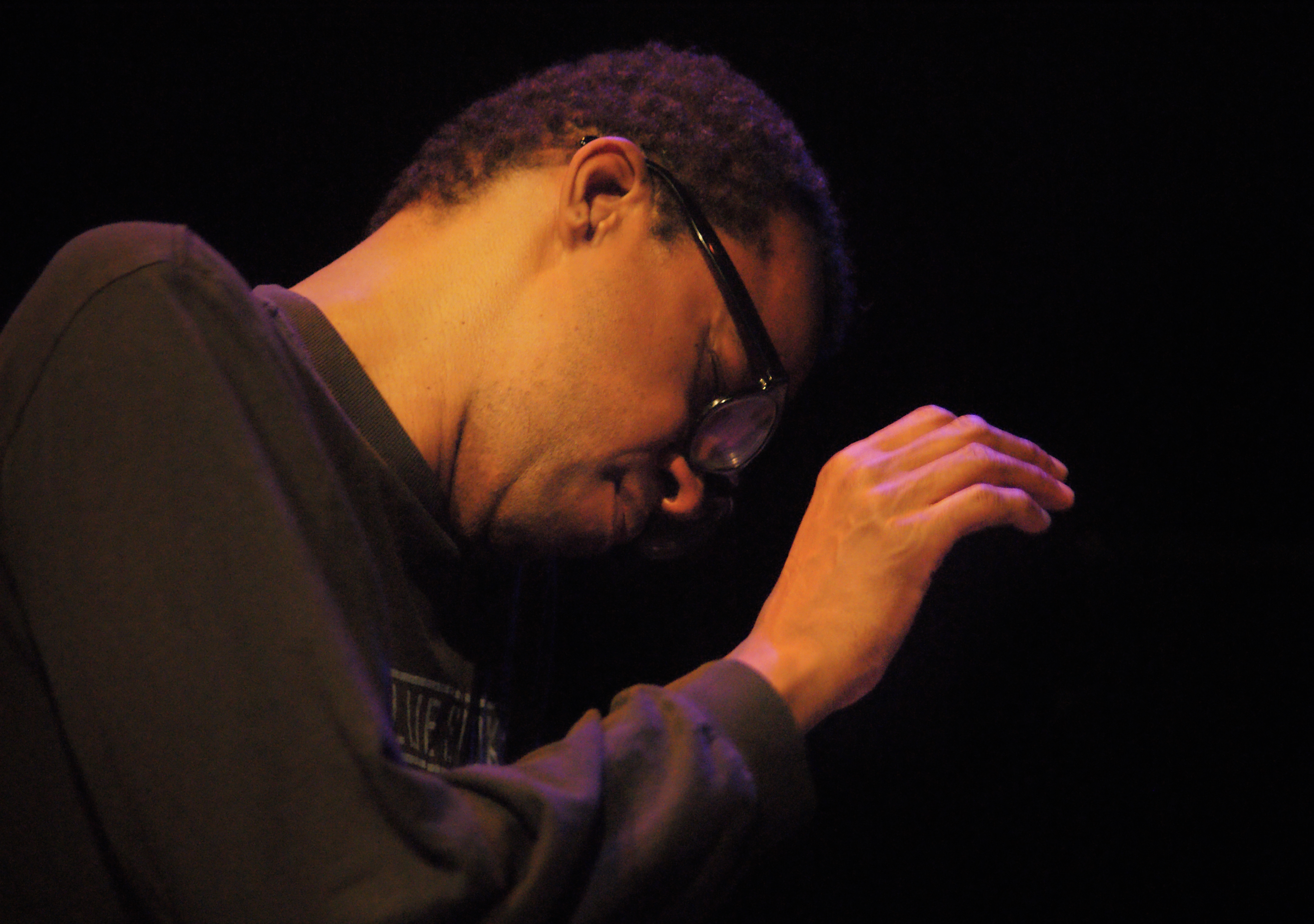
Matthew Shipp (Bimhuis Amsterdam 2011)

Nach Ansicht von Mark Corroto, der das Album in All About Jazz rezensierte, sei die „Schönheit und Genialität“ von The Data neu und originell, und er erfülle damit die Erwartungen an eine Jazz-Aufführung. Aufgenommen in der Merkin Concert Hall in New York auf einem Steinway-Flügel, seien ihm ideale Bedingungen gegeben. Shipp erhalte quasi eine leere Leinwand, auf der er malen könne. Die siebzehn Stücke, jeder einzelne Punkt von „The Data“, seien spontane Hervorbringungen aus seinem Kopf, und damit werde dem Hörer „die Essenz von Shipp präsentiert“. Die Musik bestehe aus Rohdaten, und jeder Titel sei das Datenmaterial, aus dem seine Konzepte bestehen. Seine jahrzehntelange Übung und Aufführung brächten einen Sound hervor, der teils aus höherer Mathematik und teils aus Leidenschaft bestehe. Er sei imstande improvisierte Kammermusik mit den belebenden Prinzipien von Thelonious Monk und Horace Tapscott zu verweben. Kenner von Shipps Musik dürften Phrasen, Ausdrucksformen und andere Fragmente aus seiner glanzvollen Karriere wiedererkennen, die alle den Prolog zu dieser inspirierenden Aufführung bilden.
Beim Durchlaufen der 17 Tracks von The Data bestätige Shipp die Parameter seines reifen Stils und seine Anpassungsfähigkeit, schrieb Ken Waxman (JazzWord). Er würde nie weit von der harten Improvisation abweichen und führe mehrere Themenvariationen ein. Während beispielsweise „The Data #12“ eine methodische Themenausarbeitung skizziert, bei der unter Druck gesetzte tiefe Töne und hohe Notenstreusel abwechseln, habe „The Data #13“ eine Exposition, die sich in Richtung Honky-Tonk richte. Oftmals finde diese Thementransformation während einer einzelnen Melodie statt. „The Data #3“ zum Beispiel beginne als Tremolo-Ballade mit sanften Schwüngen, bis ein druckvollerer Touch einsetzt. Das beste Beispiel für Shipps reifes und einzigartiges Solowerk sei „The Data #11“, wo er verschiedene Melodien aus jeder Hand kreuzt und wieder kreuzt, das Tempo auf das Doppelte steigert und diese Muster dann in verstärkte Wirbel und Wirbel verpackt.